# Mexiletina
Mexiletina este un medicament utilizat pentru a trata ritmurile cardiace anormale (medicament antiaritmic), durerile cronice și unele cauze ale rigidității musculare. Reacțiile adverse frecvente includ dureri abdominale, disconfort în piept, somnolență, cefalee și greață. Funcționează ca un blocant neselectiv al canalelor de sodiu și aparține grupului de medicamente antiaritmice clasa IB alături de lidocaină, fenitonină și tocainidă. 
Mexiletina este înrudită cu lidocaina, dar aceasta este activă după administrarea orală.

## Farmacocinetică
Mexiletina se absoarbe bine după administrarea orală.
Efectul primului pasaj hepatic este scăzut, spre deosebire de lidocaină.
Se metabolizează hepatic. În proporție mică se elimină netransformată în urină.

## Acțiunea farmacodinamică
Acțiunea farmacodinamică  este similară lidocainei; la nivel cardiac: 
- reduce amplitudinea potențialului de acțiune
- reduce reponsivitatea membranei la nivelul sistemului His-Purkinje
- reduce durata potențialului de acțiune prin blocarea canalelor de sodiu
- scade perioada refrectare efectivă la nivelul fibrelor Purkinje
- efectul inotrop negativ apare doar după doze mari
- spre deosebire de chinidină și procainamidă, are efecte minime pe electrocardiogramă (ECG) ➝ la fel ca și lidocaina

## Utilizări terapeutice
Mexiletina are mai multe utilizări, inclusiv tratamentul ritmului cardiac anormal sau al aritmiilor, al durerii cronice și al miotoniei.
Este utilizată pentru profilaxia și tratamentul aritmiilor ventriculare. În general, atunci când se utilizează în tratamentul aritmiilor, mexiletina este rezervată pentru tulburările severe ale ritmului cardiac, cum ar fi tahicardia ventriculară. Este de folos în special în tratamentul aritmiilor cauzate de sindromul QT lung. Forma LQT3 a sindromului QT lung este supusă tratamentului cu mexiletină, deoarece această este cauzată de canalele de sodiu defecte care continuă să elibereze un curent susținut, mai degrabă decât să se inactiveze complet. Cu toate acestea, alte forme de sindrom QT lung pot fi, de asemenea, tratate cu acest medicament.
A fost utilizată pentru tratamentul durerii cronice. 
Mexiletina poate fi utilizată ca tratament în rigiditatea musculară rezultată din distrofia miotonică (boala Steinert) sau miotonii nondistrofice, cum ar fi miotonia congenită (sindromul Thomsen sau sindromul Becker).